# Sphyraena intermedia
Sphyraena intermedia är en fiskart som beskrevs av José Floriano Barêa Pastore 2009.
Sphyraena intermedia ingår i släktet Sphyraena och familjen Sphyraenidae. Inga underarter finns listade i Catalogue of Life.